# Langues en Sierra Leone
La Sierra Leone a pour langue officielle l'anglais, parlé par 15 % de la population du pays. Le krio, un créole de base anglaise, parlé par 90 % de la population (11 % en tant que langue maternelle, principalement dans la capitale), sert de langue véhiculaire entre les différentes ethnies du pays, dont chacune possède sa propre langue (25 dans le pays) appartenant à la famille des langues nigéro-congolaises.
En décembre 2002, en hommage à la contribution de la force bangladaise de maintien de la paix à la mission des Nations unies en Sierra Leone, pendant la guerre civile, le gouvernement d'Ahmad Tejan Kabbah a déclaré le bengali langue officielle, à titre honorifique,,,,.
| Langue                | Locuteurs (année) |
| --------------------- | ----------------- |
| Anglais               | 500 000 (2003)    |
| Bassa                 | 5 730 (2009)      |
| Bom (en)              | 5 580 (2006)      |
| Bullom so             | 8 350 (2006)      |
| Gola                  | 8 000 (1989)      |
| Jalonké               | 30 000 (2002)     |
| Kissi du Nord         | 40 000 (1991)     |
| Kissi du Sud          | 85 000 (1995)     |
| Klao                  | 9 620 (2006)      |
| Kono                  | 205 000 (2006)    |
| Koranko               | 268 000 (2006)    |
| Krim (en)             | 500 (1990)        |
| Krio                  | 473 000 (2006)    |
| Limba de l'Est        | 600 (2006)        |
| Limba du Centre-Ouest | 335 000 (1989)    |
| Loko                  | 138 000 (2006)    |
| Malinké               | 108 000 (2006)    |
| Mendé                 | 1 480 000 (2006)  |
| Peul                  | 178 000 (1991)    |
| Sherbro               | 135 000 (1989)    |
| Soussou               | 122 000 (2006)    |
| Temne                 | 1 230 000 (2006)  |
| Vaï                   | 15 500 (1991)     |

Il existe également une langue des signes sierra-léonaise.